# Skittles
För spelet Skittles, se Skittles (spel)
Skittles är varumärke för godis med fruktsmak som finns i flera olika varianter, som tillverkas och marknadsförs sv Wrigley Company som är en del av Mars Incorporated. De har hårda sockerskal som bär bokstaven S. De innehåller bland annat socker,  härdad vegetabilisk olja, fruktjuice, citronsyra, naturliga och konstgjorda smakämnen samt azofärgämnen.
Skittles lanserades 1974 av ett brittiskt företag.
Sedan 2015 har Skittles även börjat tillverkas i Sverige, Norge och Finland av Wrigley Scandinavia AB. De fem originalsmakerna av Skittles är jordgubbe (röd), apelsin (orange), citron (gul), lime (grön) och vinbär (lila). De Skittles som säljs i USA har en annan smak än det brittiska originalet, där den gröna färgen istället smakar äpple och den lila smakar druva. Det finns många olika varianter av Skittles, till exempel syrliga (i grön påse), samt ett flertal till i USA. Innehållet i originalet har ändrats flera gånger sedan lanseringen i Storbritannien.